# 1957 en arts plastiques
| Années des arts plastiques : 1954 - 1955 - 1956 - 1957 - 1958 - 1959 - 1960    |
| Décennies des arts plastiques : 1920 - 1930 - 1940 - 1950 - 1960 - 1970 - 1980 |

Cette page concerne l'année 1957 en arts plastiques.

## Œuvres
- Portrait d'Ievgueni Mravinski de Lev Roussov
- Les Saltimbanques dans la nuit de Marc Chagall

## Naissances
- 15 janvier : Jef Aérosol, artiste pochoiriste français issu de la première vague de « street art » (art urbain) du début des années 1980.
- 11 février : Peter Klashorst, peintre, sculpteur et photographe néerlandais († 11 septembre 2024),
- 28 février : Lionel Le Falher, peintre français († 4 mai 2008),
- 12 avril : Bruno Edan, peintre et poète français († 11 février 1981),
- 12 juin : Philippe Favier, peintre, graveur et écrivain français,
- 7 août : Diego Bianconi, peintre suisse.
- 8 août : Ismaïla Manga, peintre, infographe et sculpteur sénégalais († 13 mars 2015),
- 3 novembre : Marc Le Mené, photographe et artiste multimédia français,
- ? :
  - Charly Barat, peintre, illustrateur et humoriste français († août 2010),
  - Sofía Gandarias, peintre espagnole († 23 janvier 2016),
  - Jesusa Vega González, historienne de l'art espagnole,
  - Wang Chiu-chiang, peintre chinois,

## Décès
- 10 janvier : Antoine Irisse, peintre français de l’École de Paris (° 18 avril 1903),
- 26 janvier :
  - Émile Bertin, peintre, décorateur de théâtre et illustrateur français (° 29 janvier 1878),
  - Marie Calvès, peintre française (° 14 décembre 1883),
- 4 février : Miguel Covarrubias, peintre, caricaturiste, ethnologue et historien de l'art mexicain (° 22 novembre 1904),
- 11 février : Gwen Raverat, graveuse britannique  (° 26 août 1885),
- 15 février : Lucien-Paul Pouzargues, peintre et illustrateur français (° 29 septembre 1878),
- 16 février : Georges Paul Leroux, peintre français (° 3 août 1877),
- 1er mars : Silas Broux, peintre français (° 15 octobre 1867),
- 7 mars : Wyndham Lewis, peintre britannique d'origine canadienne (° 18 novembre 1882),
- 11 mars :
  - Cécile Cauterman, pastelliste belge (° 22 mars 1882),
  - Vladimir Polunin, peintre russe puis soviétique (° 1880),
  - Saburō Hasegawa, peintre japonais (° 6 septembre 1906),
- 16 mars : Constantin Brâncuși, sculpteur roumain naturalisé français (° 19 février 1876),
- 22 mars : Jean Texcier, peintre, illustrateur et journaliste français (° 6 octobre 1888),
- 28 mars : Jack Butler Yeats, peintre, illustrateur et auteur de bande dessinée irlandais (° 29 août 1871),
- 3 avril : Kobayashi Kokei, peintre japonais (° 11 février 1881),
- 5 avril : Alexandre-Mathurin Pêche, peintre et sculpteur français (° 24 septembre 1872),
- 7 avril : Gabriel-Antoine Barlangue, graveur, dessinateur, peintre et illustrateur français (° 24 février 1874),
- 7 avril ou  8 avril : Augustin Ferrando, peintre orientaliste français (° 14 avril 1980 ou 15 avril 1880),
- 10 avril :
  - Raffaele De Grada, peintre italien (° 2 mars 1885),
  - Emmanuel Templeux, peintre français (° 13 juillet 1871),
- 23 avril : Émilie Desjeux, peintre française (° 9 octobre 1861),
- 24 avril : Adele Frances Bedell, peintre américaine (° 5 décembre 1861),
- 25 avril : Léon Cannicioni, peintre français (° 29 avril 1879),
- 3 mai : Henry Cheffer, peintre et graveur français (° 30 décembre 1880),
- 8 mai : Jan Sluijters, peintre, affichiste et relieur néerlandais (° 17 décembre 1881),
- 9 mai : Heinrich Campendonk, peintre, graveur et dessinateur de vitrail allemand (° 3 novembre 1889),
- 13 mai : Ottone Rosai, peintre expressionniste italien (° 28 avril 1895),
- 19 mai : Otto Van Rees, peintre néerlandais (° 20 avril 1884),
- 22 mai : Arthur Mayger Hind, historien de l'art britannique (° 26 août 1880),
- 2 juin : Adolphe Gaussen, peintre français (° 12 mai 1871),
- 12 juin : Alfred-Jean Broquelet, graveur, lithographe, peintre et écrivain français (° 25 mars 1861),
- 18 juin : Louis Saalborn, réalisateur, acteur, peintre et musicien néerlandais (° 13 juin 1891),
- 24 juin : František Kupka, peintre austro-hongrois puis tchécoslovaque (° 23 septembre 1871),
- 27 juin : Jeanne Baudot, peintre française (° 11 mai 1877),
- 30 juin : Gyokudō Kawai, peintre japonais de l'école nihonga (° 24 novembre 1873),
- 1er juillet : Lucien Hector Monod, peintre français (° 21 juillet 1867),
- 3 juillet : Elisabeth Büchsel, peintre allemande (° 29 janvier 1867),
- 26 juillet : Charles Hoffbauer, peintre français naturalisé américain (° 28 juin 1875),
- 31 juillet : Pavel Tchelitchev, artiste américain d'origine russe (° 21 septembre 1898),
- 3 août : Blanche Odin, aquarelliste française (° 26 février 1865),
- 5 août : Madeleine de Lyée de Belleau, sculptrice, céramiste, photographe et exploratrice française (° 4 novembre 1873),
- 11 août : Augustin Hanicotte, peintre français (° 22 juillet 1870),
- 17 août : Joseph Dezitter, sculpteur sur bois, graveur, aquarelliste et écrivain français (° 29 novembre 1883),
- 20 août : Paul Sieffert, peintre et illustrateur français (° 11 novembre 1874),
- 27 août : Marthe Orant, peintre française (° 3 juin 1874),
- 7 septembre : Manlio Rho, peintre italien (° 15 février 1901),
- 16 septembre : Qi Baishi, peintre chinois (° 1er janvier 1864),
- 25 septembre : Luigi Mantovani, peintre italien (° 28 mai 1880),
- 26 septembre : Gabrielle Debillemont-Chardon, peintre miniaturiste française (° 26 septembre 1860),
- 4 octobre : Jacobus Hendrik Pierneef, peintre britannique puis sud-africain (° 13 août 1886),
- 6 octobre : Victor-Ferdinand Bourgeois, peintre et dessinateur français (° 1er août 1870),
- 14 octobre : Raymond Renefer, dessinateur et peintre français (° 2 juin 1879),
- 15 octobre : Henry Van de Velde, peintre, architecte, décorateur d'intérieur et enseignant belge (° 3 avril 1863),
- 17 octobre : Julien Chappée, peintre, collectionneur et archéologue français (° 13 novembre 1862),
- 7 novembre : Hasui Kawase, peintre et illustrateur japonais (° 18 mai 1883),
- 15 novembre : Ferdinand Fargeot, peintre, affichiste, illustrateur et caricaturiste français (° 17 septembre 1880),
- 20 novembre :
  - Mstislav Doboujinski, peintre russe puis soviétique (° 14 août 1875),
  - Otakar Mrkvička, peintre et illustrateur austro-hongrois puis tchécoslovaque (° 19 décembre 1898),
- 24 novembre :
  - Henry Jacques Delpy, peintre français (° 28 juin 1877),
  - Louis Norgeu, peintre, dessinateur et décorateur français (° 22 mai 1898),
- 25 novembre : Diego Rivera, peintre mexicain (° 8 décembre 1886),
- 26 novembre : Paul Vera, peintre et décorateur français (° 25 décembre 1882),
- 30 novembre : Paja Jovanović, peintre réaliste serbe puis yougoslave (° 16 juin 1859),
- 2 décembre : Usta Shirin Murodov,  peintre, potier et folkloriste ouzbek (° 18 août 1879),
- 14 décembre : Josef Lada, peintre, illustrateur, scénographe et écrivain austro-hongrois puis tchécoslovaque (° 17 décembre 1887),
- 17 décembre : Alexandre Nikolaïevitch Volkov, peintre et poète russe (° 31 août 1886),
- 19 décembre : Nutzi Acontz, peintre roumaine (° 16 novembre 1894),
- 20 décembre : Noémi Ferenczy, artiste textile et peintre hongroise (° 18 juin 1890),
- 28 décembre : Albert Bertalan, peintre hongrois (° 21 septembre 1899),
- 31 décembre : Louise Galtier-Boissière, peintre française (° 5 novembre 1866),

- ? :
  - Paul Audfray, peintre français (° 1893),
  - Jeanne Baraduc, peintre française (° 1879),
  - Éloi-Noël Bouvard, peintre français (° 1875),
  - Friedrich Wilhelm Hollstein, marchand d'estampes et historien de l'art allemand (° 1888).